# オボック空港
オボック空港（オボックくうこう、フランス語: Aérodrome d'Obock）は、ジブチ共和国のオボック州・オボックが運営する同市内の空港。